# Abibe-de-faces-brancas
O abibe-de-faces-brancas (Vanellus crassirostris) é uma espécie de ave da família Charadriidae.
Pode ser encontrada nos seguintes países: Angola, Botswana, Burundi, Camarões, Chade, República Democrática do Congo, Etiópia, Quénia, Malawi, Moçambique, Namíbia, Nigéria, Ruanda, África do Sul, Sudão, Tanzânia, Uganda, Zâmbia e Zimbabwe.